# Ромеро, Луис Альберто
Луи́с Альбе́рто Роме́ро Альконче́ль (исп. Luis Alberto Romero Alconchel; род. 28 сентября 1992, Сан-Хосе-дель-Валье, Андалусия) — испанский футболист, полузащитник катарского клуба «Аль-Духаиль». Сыграл один матч за национальную сборную Испании.

## Клубная карьера
До попадания в основную команду «Севильи» Луис Альберто играл в резервных клубах андалусцев — «Севилье C» и «Севилье Атлетико». В основном составе Луис дебютировал 10 ноября 2010 года, в 1/16 финала Кубка Испании против «Реал Униона», выйдя на замену на 69-й минуте вместо Алехандро Альфаро. В чемпионате Испании Альберто дебютировал спустя 5 месяцев, в 32-м туре он заменил на 63-й минуте Родриго Риоса во встрече с «Хетафе». Всего в сезоне 2010/11 в Примере Альберто сыграл 2 матча.
В чемпионате Испании 2011/12 Луис Альберто провёл 5 встреч, неизменно выходя на замену. В этих матчах молодой нападающий сыграл 76 минут.
Сезон 2012/13 Луис Альберто провёл в «Барселоне Б» на правах аренды, сыграв в 37 матчах и отметившись 9 голами и 16 голевыми передачами. «Барселона» имела возможность выкупить игрока, однако не стала активировать опцию в трансферном контракте.
22 июня 2013 года «Ливерпуль» объявил о подписании долгосрочного контракта с талантливым нападающим. Ориентировочная сумма трансфера игрока составила 8 миллионов евро. Первый гол в составе «красных» Луис Альберто забил 7 августа в товарищеском матче против норвежского клуба «Волеренга», открыв счёт в матче. Игра завершилась уверенной победой «Ливерпуля» — 4:1. 1 сентября испанец дебютировал за «красных» в Премьер-лиге в игре против «Манчестер Юнайтед», заменив Филипе Коутиньо на 83-й минуте матча.
Закрепиться в составе «Ливерпуля» Луису Альберто не удалось. В сезонах 2014/15 и 2015/16 он выступал в Испании на правах аренды за «Малагу» и «Депортиво». 31 августа 2016 года Ромеро перешёл в итальянский клуб «Лацио» за 6 млн фунтов стерлингов. По условиям соглашения «Ливерпуль» получил право на 30 % от выручки в случае последующей продажи игрока.
11 июня 2024 года было объявлено, что Луис Альберто присоединится к катарскому клубу «Аль-Духаиль», подписав трёхлетний контракт. Как сообщается, трансфер обошелся в 12 миллионов евро, плюс надбавки и пункт о 25% в пользу «Ливерпуля».

## Карьера за сборную
До 2011 года Луис Альберто выступал за юношескую сборную Испании, провёл в её составе 2 матча.
11 ноября 2017 года Луис Альберто дебютировал в составе национальной сборной Испании, выйдя на замену в товарищеском матче с командой Коста-Рики.

## Статистика выступлений
на 26 августа 2020 года
| Выступление      | Выступление      | Выступление      | Лига | Лига | Кубок | Кубок | Континент | Континент | Прочие | Прочие | Итого | Итого |
| Клуб             | Лига             | Сезон            | Игры | Голы | Игры  | Голы  | Игры      | Голы      | Игры   | Голы   | Игры  | Голы  |
| ---------------- | ---------------- | ---------------- | ---- | ---- | ----- | ----- | --------- | --------- | ------ | ------ | ----- | ----- |
| Севилья          | Примера          | 2010/2011        | 2    | 0    | 1     | 0     | —         | —         | —      | —      | 3     | 0     |
| Севилья          | Примера          | 2011/2012        | 5    | 0    | 1     | 0     | —         | —         | —      | —      | 6     | 0     |
| Севилья          | Итого            | Итого            | 7    | 0    | 2     | 0     | —         | —         | —      | —      | 9     | 0     |
| Барселона B      | Сегунда          | 2012/2013        | 38   | 11   | 0     | 0     | —         | —         | —      | —      | 38    | 11    |
| Ливерпуль        | Премьер-лига     | 2013/2014        | 9    | 0    | 3     | 0     | —         | —         | —      | —      | 12    | 0     |
| Малага           | Примера          | 2014/2015        | 15   | 2    | 5     | 0     | —         | —         | —      | —      | 20    | 2     |
| Депортиво        | Примера          | 2015/2016        | 29   | 6    | 2     | 0     | —         | —         | —      | —      | 31    | 6     |
| Лацио            | Серия А          | 2016/2017        | 9    | 1    | 1     | 0     | —         | —         | —      | —      | 10    | 1     |
| Лацио            | Серия А          | 2017/2018        | 34   | 11   | 3     | 0     | 9         | 1         | 1      | 0      | 47    | 12    |
| Лацио            | Серия А          | 2018/2019        | 27   | 4    | 5     | 1     | 5         | 1         | 0      | 0      | 37    | 6     |
| Лацио            | Серия А          | 2019/2020        | 36   | 6    | 0     | 0     | 4         | 0         | 1      | 1      | 41    | 7     |
| Лацио            | Итого            | Итого            | 106  | 22   | 9     | 1     | 18        | 2         | 2      | 1      | 135   | 26    |
| Всего за карьеру | Всего за карьеру | Всего за карьеру | 204  | 41   | 21    | 1     | 18        | 2         | 1      | 0      | 244   | 44    |

1. ↑  Кубок Испании, Кубок Англии, Кубок Футбольной лиги, Кубок Италии.
2. ↑  Лига Европы УЕФА
3. ↑  Суперкубок Италии

## Достижения
«Лацио»
- Обладатель Кубка Италии: 2018/19
- Обладатель Суперкубка Италии: 2017, 2019